# بول كازماريك (راكب الكنو)
بول كازماريك (بالبولندية: Paweł Kaczmarek)‏ هو راكب الكنو بولندي، ولد في 8 سبتمبر 1995.

## وصلات خارجية
- بول كازماريك على موقع الاتحاد الدولي للكانو (الإنجليزية)
- بول كازماريك على موقع اللجنة الأولمبية الدولية (الإنجليزية)
- بول كازماريك على موقع أوليمبيديا (الإنجليزية)
- بول كازماريك على موقع اللجنة الأولمبية البولندية (مؤرشف) (البولندية)